# Abglänzen
Eistreiche besteht aus Vollei oder Eidotter, die nach Bedarf mit Milch oder Wasser verquirlt werden. Eistreiche wird zum Benetzen (Abglänzen) von Backwaren vor und nach dem Backen verwendet. Durch das Abglänzen werden Farbe und Glanz des Gebäckes bestimmt und die Oberfläche zur besseren Frischhaltung isoliert. Oft wird eine Prise Salz oder Zucker zugegeben, damit das Eiweiß sich besser auflöst und der Glanz intensiver wird.
- Einfache Eistreiche wird beispielsweise für Plundergebäck vor dem Backen verwendet. Das Ei wird mit Wasser verdünnt, damit die Farbe nicht zu intensiv wird, das Gebäck aber den erwünschten Glanz bekommt.
- Eistreiche aus Eidotter wird vor und nach dem Backen verwendet. Typische Gebäcke sind Stutengebäck, wie Wochenendstuten, Hefekränze oder Weckmänner.
- Eistreiche mit Milch verdünnt wird für Gebäcke verwendet, denen Glanz verliehen wird, ohne dass die Farbe zu intensiv wird. Spekulatius ist ein typisches Gebäck, bei dem diese Variante der Eistreiche verwendet wird.

Die Industrie bietet konzentrierten Eidotter an, welcher nach Bedarf verdünnt wird.
In alten Kochbüchern wird Eistreiche oft nur als Eis bezeichnet.

## Glanzstreiche
Eifreie Ersatzstoffe werden Glanzstreiche genannt. Gewöhnlich werden heiße Gebäcke direkt nach dem Backen abgeglänzt. Neben dem erhöhten Glanz wird auch die Frischhaltung der Produkte verbessert.
Typisch ist Glanzstreiche aus Kartoffelstärke, welche aufgekocht zu einem streichfähigen Brei verkleistert wird. Damit werden unbemehlte Brote nach dem Backen abgeglänzt.
In einer Variante wird das Kartoffelmehl im Ofen geröstet und dann in Wasser aufgekocht. Das geröstete Kartoffelmehl löst sich sofort auf und wird in der Flüssigkeit zu einer klebrigen und dunklen Glanzstreiche. Diese Variante wird beispielsweise zum Abglänzen von Lebkuchen verwendet und zeichnet sich durch sehr intensiven Glanz aus. Neben dem Glanz werden noch Geschmacksstoffe (helle und dunkle Dextrine) aufgetragen.
Eine weitere Glanzstreiche ist Läuterzuckerglasur. Ein zum schwachen Faden gekochter Zucker wird zum Glasieren von Honig-Lebkuchen verwendet.